# Catenocola rubellula
Catenocola rubellula är en insektsart som först beskrevs av Gustav Breddin 1905.  Catenocola rubellula ingår i släktet Catenocola och familjen dvärgstritar. Inga underarter finns listade i Catalogue of Life.